# 極渦

北米が寒波に見舞われた2014年1月、寒波の開始までの1か月間の10hPa等圧面気温とその偏差（11日移動平均）。成層圏極渦の伸長に伴い、北米は赤い高温偏差から青い低温偏差へ変わっている。

極渦（きょくうず、きょくか、英語: polar vortex）とは、北極・南極の両極上空にできる大規模な低気圧およびそれを取り囲む強風領域のこと。周極渦（しゅうきょくか、しゅうきょくうず）、ポーラーサイクロン (polar cyclone)ともいう。成層圏や中間圏にみられ冬側の極域で発達し夏側の極域では反転する極渦（極夜渦（きょくやうず、polar night vortex）、成層圏極渦 (stratospheric polar vortex)）と、対流圏の中層から上層に年間を通してみられる極渦（対流圏極渦 (tropospheric polar vortex)）がある。

## 成層圏と対流圏の極渦
両極の地表から対流圏下層は気圧が高い極高圧帯となっているが、上空では反対に等高度面で見て気圧が低くなり、低圧の領域を取り巻くように西風が吹く。この風は温度風の性質をもつ。概ね500から600 hPa高度より上層に現れる。
対流圏の極渦は、南北の温度差が大きくなる冬に最も強くなるが、両極で違いがある。南半球では南極点付近を中心としてほぼ円形となる。北半球では夏季は円形に近いが、冬季は円形が著しくゆがみ変動しており、典型的には中心がグリーンランドの西付近にずれ、オホーツク海の低圧領域が影響した形となる。対流圏の極渦の範囲はふつう、上空の偏西風の中心部にあたる、等圧面天気図に現れるジオポテンシャル高度の等高度線で定義される。極渦の端はふつう緯度40 - 50度にある。また極渦は渦位の低気圧性偏差が大きく、極渦の縁を流れる極夜ジェット気流の付近が渦位勾配が最も大きいことから、渦位分布で極渦を検出することもある。
北半球でゆがむのは、海陸分布や長大な山脈の影響により南半球よりも強くプラネタリー波が上空へ伝播し、偏西風が曲げられるため。
対流圏の極渦の変形は波打ち（伸長し）、その配置によっては寒気が移動してきた地域が寒波に見舞われる。
成層圏や中間圏では、季節の変化に伴い極域上空の気温が著しく変化することで風向きは逆転する。極夜となった冬側の極域では、オゾンの紫外線吸収による加熱がなくなって気温が著しく低下し、強い極渦となる。反対に、夏側の極域上空には中低緯度上空よりも高温の領域ができ、極渦は消滅して高気圧になり、風向は逆転して東風が吹く。
成層圏や中間圏では極渦内でこれを取り囲む強い西風の領域である極夜ジェット気流 (polar night jet stream)が吹く。極夜ジェット気流は冬側の半球に生じ、夏側では東風のジェットが見られる。成層圏の極渦の端は緯度50度付近、極夜ジェット気流の中心は緯度60度より高緯度にある。成層圏極渦は下部から上部へと大きくなる形をしており、中間圏の極夜ジェット気流の中心は緯度40度付近にある。部分的に100メートル毎秒を超える風が観測されることもある。
対流圏の極渦ではその縁を寒帯前線ジェット気流、ときに亜熱帯ジェット気流が流れるが、連続しない不明瞭な部分があって、成層圏の極渦と極夜ジェット気流ほどはよく対応していない。
プラネタリー波は成層圏や中間圏にも伝播してその極渦を変形させる。成層圏突然昇温が発生するときも極渦が大きく変形する。
極渦が変形しにくい南極上空の成層圏では、オゾンホール生成の原因となるプロセスが進行する。極夜のもと著しい低温によって極成層圏雲が生じるが、円形で安定した極渦により低緯度側との大気の交換が乏しくなるため、極成層圏雲を介して生成される塩素分子が蓄積されていく。春になり日射が戻ると塩素分子が光解離で活性塩素原子となり、これがオゾンを連鎖的に破壊すると考えられている。
成層圏の極渦および極夜ジェット気流には数か月の単位での強弱変動が存在する。その力学メカニズムはプラネタリー波と気流の平均東西風成分の相互作用と説明され、以下のようになる。対流圏から伝播してくるプラネタリー波が、中緯度の成層圏界面付近で平均東西風の部分的な減速を生じさせる。これはプラネタリー波自身の伝播特性を変化させ、減速に拍車をかけるとともにその領域が極方向や下層方向に移動していく。中・高緯度の成層圏下部で東西風が十分に弱まると、プラネタリー波は成層圏まで伝播しにくくなって、上部成層圏では再び西風が強まるというサイクルである。

## 極渦の変化と相関する現象
極域と中緯度との間でシーソーのように連動して変化する海面気圧偏差を基準として見いだされる北極振動 (AO)や南極振動 (AAO)の変動パターンは、極渦の強弱変化を表すものだと考えられている。
北極振動 (AO)指数と極渦の関係は次の通り。
- 極で正・中緯度で負の気圧偏差[注 3]があってAO指数が正のときは、極渦が強まり拡大していく段階で、極域の寒気は蓄積され、また偏西風も強まり北上傾向となる[15][16]。
- 反対に極で負・中緯度で正の気圧偏差があってAO指数が負のときは、極渦が弱まり縮小していく段階で、寒気は極域から中緯度へ流れ出し、偏西風は南下傾向となる[15][16]。

この変動は数週間から数十年程度の周期が重なっている。
またアリューシャン低気圧・アイスランド低気圧シーソー（AL-ILシーソー、AIS）の変動が卓越するときの特徴が次の通り。
- AOおよびそれと似た変動を示す北大西洋振動 (NAO)の指数が正のとき、アイスランド低気圧が発達して北大西洋に極渦がせり出すが、極を挟んで反対側の北太平洋ではアリューシャン低気圧が弱く高気圧性偏差となる[16]。
- AO・NAOの指数が負のとき、アリューシャン低気圧が発達して北太平洋へシベリアからの寒気がせり出しやすくなる。ヨーロッパでも低気圧性偏差のため、東アジアとヨーロッパの両方で低温傾向となる[16]。

また、極渦は寒冷渦の発生にも作用する。冬に寒気を蓄積してきた極渦は春になって徐々に崩れていくが、これによって対流圏中・上層で寒気核をもつ寒冷渦が発生し、中緯度帯へ移動していく。極渦の崩れる時期に対応して寒冷渦は4月から5月頃に多く発生する。
極渦の強弱と、成層圏準2年周期振動 (QBO)および太陽活動の組み合わせにも相関があるという報告がある。
- QBOが西風フェーズかつ太陽活動が極小、またはQBOが東風フェーズかつ太陽活動が極大のときは極渦が強く成層圏は寒冷[18]。
- QBOが東風フェーズかつ太陽活動が極小、またはQBOが西風フェーズかつ太陽活動が極大のときは極渦が弱く成層圏は温暖という傾向がある[18]。

成層圏突然昇温 (SSW)のうち冬側の極の成層圏で気温が上昇していく冬から春にかけての昇温の様相と、極渦の崩れる時期との間に相関があるという報告がある。
- 2月から3月に小昇温が起こると、北半球の極渦の崩れる時期は早いが、極域の成層圏中・上部が高圧に転じる時期が遅くなる[19]。
- 2月から3月に小昇温が起こらないと、北半球の極渦の崩れる時期は遅いが、極域の成層圏中・上部が高圧に転じる時期が早くなるという傾向がある[19]。
- また、最終昇温と対応する極渦の崩れる時期は長期傾向として遅くなっているとの報告がある[19]。

## その他の用法
- 北極低気圧 (arctic cyclone)、南極低気圧 (antarctic cyclone)の語が使われることもあるが、これらは両極固有の極渦ではなくより規模の小さな低気圧を指す場合もある[20][21]ため定義に注意が必要。
  - 地上天気図に解析される約1,000km規模の低気圧で、北極海上に1つだけ発生し数日 - 数週間迷走するものを北極低気圧 (arctic cyclone)と呼ぶことがある。渦度の分布が上空の極渦と対応しつながった構造をもつことが分かっている[20]。
- Tropopause polar vortices (TPVs) - 対流圏界面の渦位の低気圧性偏差を検出基準とした極渦。北極低気圧などの現象の発生機構に関わっていることが分かっている[3][22]。
- 主に北米圏のニュースでは2014年1月の寒波(en:January–March 2014 North American cold wave)以来、極渦 (polar vortex)そのものが寒波であるかのような報道がみられるが、これは不正確だという指摘がある[10]。

### 地球以外の極渦
各天体において極域に存在する大気の渦構造という意味では、極渦は地球以外の太陽系の天体でも見つかっている。火星、金星、土星などの惑星や、土星の衛星タイタンにも存在する。